# سیارک ۷۷۷۸
سیارک ۷۷۷۸ (به انگلیسی: 7778 Markrobinson، نامگذاری:1993HK1) هفت هزار و هفتصد و هفتاد و هشتمین سیارک کشف شده‌است که در ۱۷ آوریل ۱۹۹۳ کشف شد.
قدر مطلق سیارک برابر ۱۲٫۵۰ است.